# Chiesa dei Tre Gerarchi
La chiesa dei Tre Gerarchi è un edificio religioso risalente al 1639; rappresenta il punto di riferimento della città di Iași in Romania. È nell'elenco del Registro nazionale di monumenti storici rumeno ed è candidata a diventare patrimonio dell'umanità UNESCO.

## Storia
La chiesa fa parte di un monastero ed è dedicata ai santi Basilio il Grande, Giovanni Crisostomo e Gregorio Nazianzeno detto il teologo, tutti celebrati il 30 gennaio. Di stile gotico, è particolarmente interessanti per i fregi esterni, un insieme di bassorilievi d'ispirazione gotico-orientale che ricoprono la facciata come un pizzo. Anticamente la facciata era ricoperta di oro, argento e lapislazzuli, ora andati perduti.
L'interno è sostanzialmente privo di particolari d'interesse.
Nella chiesa sono conservate le reliquie di santa Parascheva, assai venerata in tutta la Chiesa ortodossa, ma particolare meta di pellegrinaggio per tutti gli Slavi dei Balcani, poiché si ritenne che i suoi genitori appartenessero a tale popolo.
Attualmente la chiesa è soggetta ad un'importante opera di restauro.